# Olympische Sommerspiele 1908/Schwimmen
Bei den IV. Olympischen Sommerspielen 1908 in London wurden im Schwimmen sechs Wettbewerbe ausgetragen. Zum ersten Mal überhaupt stand den Schwimmern ein Schwimmbecken zur Verfügung. Dieses befand sich im Innenfeld des White City Stadium, war 100 Meter lang und hatte vier Bahnen (die heute üblichen 50-Meter-Becken mit acht Bahnen kamen erstmals 1924 zur Anwendung). 1896 in Athen war noch im offenen Meer geschwommen worden, 1900 in Paris in der Seine und 1904 in St. Louis in einem künstlichen See.
Für die Organisation zuständig war die English Amateur Swimming Association. Nachdem es bei der Regelauslegung zu einigen Missverständnissen gekommen war, gründeten am 19. Juli 1908, also noch während der Wettkämpfe, Vertreter von zehn nationalen Verbänden im Manchester Hotel den internationalen Schwimmverband FINA.

## Bilanz

### Medaillenspiegel
| Platz  | Land               | Gold | Silber | Bronze | Gesamt |
| ------ | ------------------ | ---- | ------ | ------ | ------ |
| 1      | Großbritannien     | 4    | 2      | 1      | 7      |
| 2      | Vereinigte Staaten | 1    | –      | 1      | 2      |
| 3      | Deutsches Reich    | 1    | –      | –      | 1      |
| 4      | Ungarn             | –    | 2      | –      | 2      |
| 5      | Australasien       | –    | 1      | 1      | 2      |
| 6      | Dänemark           | –    | 1      | –      | 1      |
| 7      | Schweden           | –    | –      | 2      | 2      |
| 8      | Österreich         | –    | –      | 1      | 1      |
| Gesamt | Gesamt             | 6    | 6      | 6      | 18     |

### Medaillengewinner
| Disziplin          | Gold                                                                       | Silber                                                               | Bronze                                                                  |
| ------------------ | -------------------------------------------------------------------------- | -------------------------------------------------------------------- | ----------------------------------------------------------------------- |
| 100 m Freistil     | Charles Daniels                                                            | Zoltán von Halmay                                                    | Harald Julin                                                            |
| 400 m Freistil     | Henry Taylor                                                               | Frank Beaurepaire                                                    | Otto Scheff                                                             |
| 1500 m Freistil    | Henry Taylor                                                               | Thomas Battersby                                                     | Frank Beaurepaire                                                       |
| 100 m Rücken       | Arno Bieberstein                                                           | Ludwig Dam                                                           | Herbert Haresnape                                                       |
| 200 m Brust        | Frederick Holman                                                           | William Robinson                                                     | Pontus Hanson                                                           |
| 4 × 200 m Freistil | Großbritannien John Derbyshire Paul Radmilovic William Foster Henry Taylor | Ungarn József Munk Imre Zachár Béla von Las-Torres Zoltán von Halmay | Vereinigte Staaten Harry Hebner Leo Goodwin Charles Daniels Leslie Rich |

## Ergebnisse Männer

### 100 m Freistil
| Platz | Land | Athlet            | Zeit (min)  |
| ----- | ---- | ----------------- | ----------- |
| 1     | USA  | Charles Daniels   | 1:05,6 (WR) |
| 2     | HUN  | Zoltán von Halmay | 1:06,2      |
| 3     | SWE  | Harald Julin      | 1:08,0      |
| 4     | GBR  | Leslie Rich       | k. A.       |

Datum: 17. und 20. Juli
An diesem Wettbewerb nahmen 34 Schwimmer aus zwölf Ländern teil. Zunächst standen neun Vorläufe auf dem Programm. Bei diesen Rennen schwankte die jeweilige Teilnehmerzahl enorm, da die Gruppen bereits vor Beginn der Spiele ausgelost worden waren und zahlreiche Sportler später ihre Anmeldung zurückzogen. So starteten in einem der Vorläufe sechs Schwimmer, während in einem anderen nur einer anwesend war.
Theoretisch hätten sich die Sieger der neun Vorläufer und der schnellste Zweitplatzierte qualifiziert. Doch drei Teilnehmer zogen sich danach vom Wettkampf zurück, weshalb es zu zwei Zwischenläufen mit je vier Teilnehmern kam.
Olympiasieger wurde Charles Daniels. Er hatte in seinem Vorlauf bereits Zoltán von Halmays Weltrekord (1:05,8 min; aufgestellt am 3. Dezember 1905 in Wien) egalisiert und verbesserte diese Zeit im Finale um weitere zwei Zehntelsekunden.

### 400 m Freistil
| Platz | Land | Athlet            | Zeit (min)  |
| ----- | ---- | ----------------- | ----------- |
| 1     | GBR  | Henry Taylor      | 5:36,8 (OR) |
| 2     | ANZ  | Frank Beaurepaire | 5:44,2      |
| 3     | AUT  | Otto Scheff       | 5:46,0      |
| 4     | GBR  | William Foster    | k. A.       |

Datum: 13. bis 16. Juli
Es nahmen 25 Schwimmer aus zehn Ländern teil. Wie schon beim 100-Meter-Rennen gab es auch hier höchst unterschiedlich besetzte Vorläufe, die Teilnehmerzahl schwankte zwischen eins und fünf. Für die beiden Zwischenläufe qualifizierten sich die neun Vorlaufsieger.
Zum Finale schließlich starteten jeweils die zwei Schnellsten der Zwischenläufe. Bis zur letzten Wende lagen Taylor und Beaurepaire praktisch gleichauf, doch dann konnte der Brite den Australier entscheidend distanzieren.

### 1500 m Freistil
| Platz | Land | Athlet            | Zeit (min)   |
| ----- | ---- | ----------------- | ------------ |
| 1     | GBR  | Henry Taylor      | 22:48,4 (WR) |
| 2     | GBR  | Thomas Battersby  | 22:51,2      |
| 3     | ANZ  | Frank Beaurepaire | 22:56,2      |
|       | AUT  | Otto Scheff       | DNF          |

Datum: 21., 23. und 25. Juli
Es nahmen 19 Schwimmer aus acht Ländern an diesem Wettbewerb teil. Auch hier waren die Vorläufe aus den bereits genannten Gründen unterschiedlich besetzt (drei Rennen mit drei Teilnehmern, zwei Rennen mit vier Teilnehmern und zwei Rennen mit nur einem Teilnehmer). Für die Zwischenläufe qualifiziert waren die sieben Vorlaufsieger.
Im Finale führte während 13 Längen Thomas Battersby, der dann jedoch vom späteren Sieger Henry Taylor überholt wurde. Das Rennen ging eigentlich über eine Meile (1609,34 m), doch die Zeit wurde bereits nach 1500 Metern gestoppt. Taylors Siegeszeit gilt als erster Weltrekord überhaupt auf dieser Distanz. Battersby schwamm weiter und versuchte, den britischen Meilenrekord zu unterbieten, was ihm auch gelang.

### 100 m Rücken
| Platz | Land | Athlet            | Zeit (min) |
| ----- | ---- | ----------------- | ---------- |
| 1     | GER  | Arno Bieberstein  | 1:24,6     |
| 2     | DEN  | Ludvig Dam        | 1:26,6     |
| 3     | GBR  | Herbert Haresnape | 1:27,0     |
| 4     | GER  | Gustav Aurich     | k. A.      |

Datum: 16. und 17. Juli
An diesem Wettbewerb nahmen 21 Schwimmer aus elf Ländern teil. Das Teilnehmerfeld in den Vorläufen war etwas ausgeglichener, dennoch kam ein Schwimmer eine Runde weiter. Für die Zwischenläufe qualifizierten sich die Sieger der sieben Vorläufe und der schnellste Zweitplatzierte.
Für das Finale qualifizierten sich die besten zwei der beiden Zwischenläufe. Der Deutsche Arno Bieberstein dominierte das Rennen klar und gewann mit zwei Sekunden Vorsprung.

### 200 m Brust
| Platz | Land | Athlet           | Zeit (min)  |
| ----- | ---- | ---------------- | ----------- |
| 1     | GBR  | Frederick Holman | 3:09,2 (WR) |
| 2     | GBR  | William Robinson | 3:12,8      |
| 3     | SWE  | Pontus Hanson    | 3:14,6      |
| 4     | HUN  | Ödön Toldi       | 3:15,2      |

Datum: 15., 16. und 18. Juli
Am Start zu den Vorläufen waren 27 Schwimmer aus zehn Ländern. Es war der einzige Einzelwettbewerb, bei dem die Vorläufe einigermaßen gleichmäßig besetzt waren (jeweils drei oder vier Schwimmer). Die sieben Vorlaufsieger und der schnellste Zweitplatzierte kamen in die Zwischenläufe. Für das Finale qualifizierten sich die besten zwei der beiden Zwischenläufe.
Im Finale lagen bis zur Hälfte des Rennens Pontus Hansson und William Robinson in Führung. Doch Frederick Holman überholte die beiden nach 150 Metern und schwamm neuen Weltrekord.

### 4 × 200 m Freistil
| Platz | Land | Athlet                                                                 | Zeit (min)   |
| ----- | ---- | ---------------------------------------------------------------------- | ------------ |
| 1     | GBR  | John Derbyshire Paul Radmilovic William Foster Henry Taylor            | 10:55,6 (WR) |
| 2     | HUN  | József Munk Imre Zachár Béla von Las-Torres Zoltán von Halmay          | 10:59,0      |
| 3     | USA  | Harry Hebner Leo Goodwin Charles Daniels Leslie Rich                   | 11:02,8      |
| 4     | ANZ  | Frank Beaurepaire Frank Springfield Reginald Baker Theodore Tartakover | k. A.        |

Datum: 24. Juli
Die Freistilstaffel stand in London zum ersten Mal auf dem olympischen Programm. Es nahmen sich Länder mit je vier Schwimmern teil. Da auch hier die Auslosungen gleich nach Eingang der Anmeldungen durchgeführt worden waren und einzelne Länder sich später zurückzogen, schwammen die Ungarn in ihrem Vorlauf alleine. In den beiden anderen Vorläufen starteten zwei bzw. drei Staffeln. Für das Finale qualifizierten sich die Vorlaufsieger und die schnellsten Zweitplatzierten.
Zoltán von Halmay, der vierte ungarische Schwimmer, hatte im Finale bei der letzten Wende etwa 14 Meter Vorsprung. Er war das Rennen aber zu schnell angegangen und musste sich von Henry Taylor ein- und überholen lassen, der schließlich mit deutlichem Vorsprung die englische Staffel zum Sieg führte. Die Briten stellten auch einen neuen Weltrekord auf.